# Stephanides Károly (1871–1964)
Stephanides Károly Vince (Pest, 1871. április 7. – Budapest, 1964. június 19.) zeneszerző, karnagy, karmester. Fia, ifjabb Stephanides Károly (1904–1976) karnagy. 

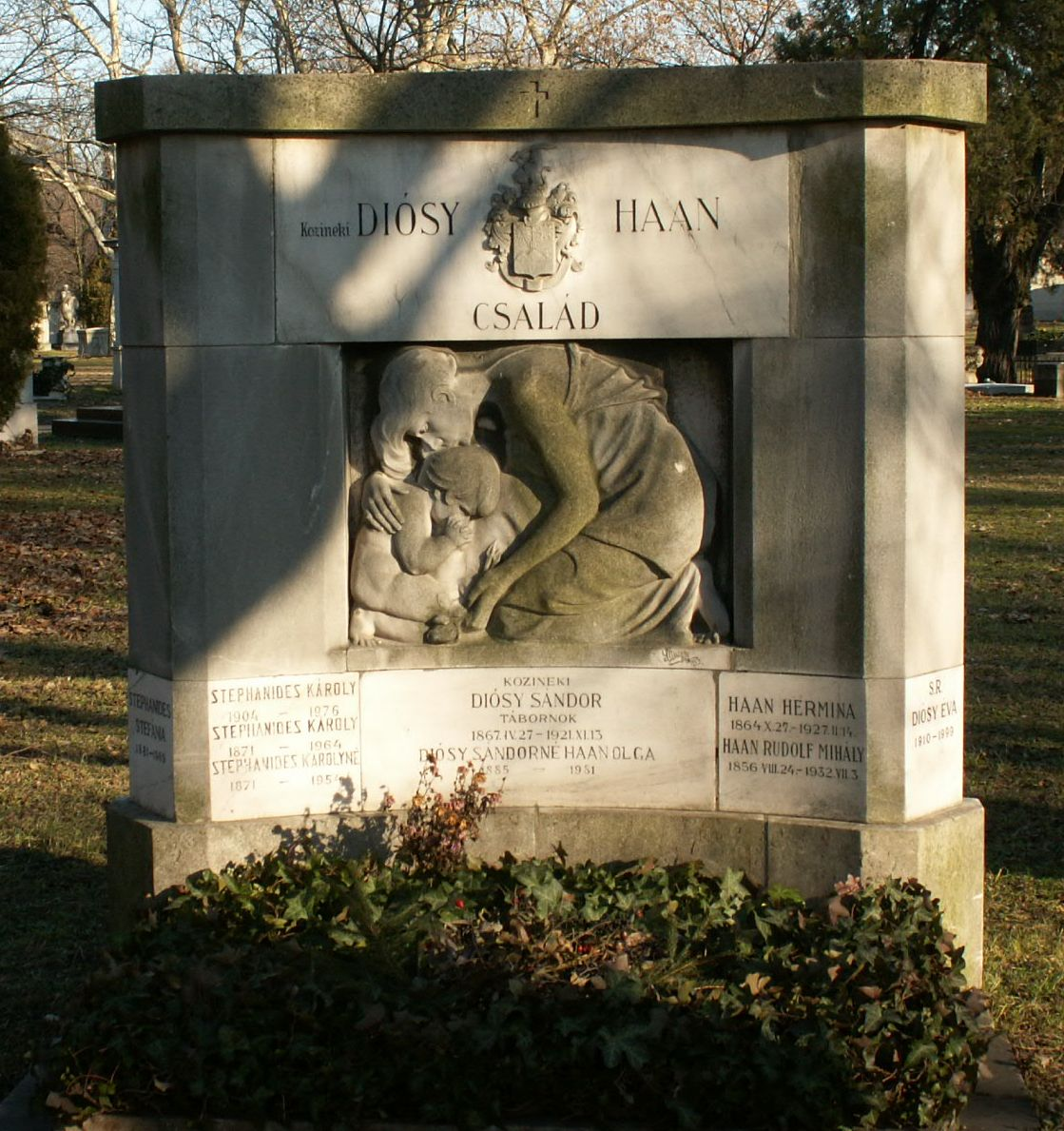
A Diósy – Haan – Stephanides – Hőnyi család sírja a Fiumei úti sírkertben. Alkotó: Lányi Dezső. (11/1-1-30)

## Pályafutása
Kiemelkedő zenei tehetséggel megáldott családba született. Apja Stephanides Vince, a Gyapjú utcai Német Színház fuvolása volt, édesanyja Stang Erzsébet. Testvérei: Sándor (karmester Hamburgban, Berlinben, Londonban) és József (a kolozsvári Nemzeti Színház karmestere).
A Markó utcai V. kerületi Magyar Királyi Állami Főgimnáziumot elvégezve rögtön karnagyként állt munkába. Zongoratanára Major J. Gyula volt, a zeneszerzést magánúton Nikolits Sándortól tanulta. 1893-ban egy évig Amerikában, Kansas Cityben zeneiskolai tanárként működött. 1894-től a zombor–bajai színházhoz, Pesti Ihász Lajos társulatában, majd 1896-ban a szegedi Városi Színházhoz szerződött. Bölöny József intendánssága alatt (1898–1905) a Kolozsvári Nemzeti Színház karnagya volt. 1905. április 1-jén került Budapestre a Népszínházhoz Vidor Pál igazgatósága idején. 1908 őszén Kálmán Imre ösztönzésére és támogatásával a Vígszínház karnagya lett, ahol 18 évig működött, s párhuzamosan a Faludi Gábor által 1917-től bérelt Városi Színházban is, ahol később, 1924 végén báró Wlassics Gyula kormánybiztos meghívására újra megkezdte működését. Vezényelt a Operett Színházban és a Várszínházban is. Fiával párhuzamosan − aki az Uránia Filmszínházban volt zenekarvezető − 1926-tól a Teréz körúti MÁV épületben UFA Filmpalota néven megnyílt új filmszínház némafilm-előadásainak is zenekarvezetője volt.
Tanított az Országos Színészegyesület iskolájában. 1926-tól öt éven át a berlini UFA Filmgyár által Budapesten működtetett Filmszínház zeneigazgatója, filmzenék szerzője és összeállítójaként működött. Az 1930-as években a rádió operett-előadásait vezényelte. 
Felesége Zelinka Hermina volt. Karnagyi működését 1943-ban fejezte be, de élete végéig foglalkozott zenével. Több operett, daljáték és szimfonikus mű szerzője. Mátyás szerelme című történelmi daljátékát 1926-ban Szegedről a Magyar Rádió sugározta. Ez volt az első vidéki rádióközvetítés a magyar rádióban. 
80 éves korában a magyar zenésztársadalom köszöntötte őt, aki:
„Együtt dolgozott Varsányi Irénnel, Hegedűs Gyulával, Tanai Frigyessel, Góth Sándorral, Sarkadi Aladárral, a külföldi művészek közül Girardival, Reinhardttal, Jeritza Máriával. Később a Rádió zenekarát vezényelte egy teljes évtizeden át, s művészi pályafutásának félszázados évfordulóján innen ment nyugdíjba.”
Nyughelye a Fiumei úti sírkertben (11/1-1-30) kozineki Diósy Sándor (tábornok, 1867–1921) halálakor Lányi Dezső által alkotott és 1923-ban felavatott domborművel díszített Diósy–Haan–Stephanidesz–Hőnyi családi síremlékben található.

## Művei
Zenét írt 12 gyermekdarabhoz, így
- A gyerekváros, vagy a megtréfált Mátyás király. Ifjúsági komédia énekkel és tánccal 3 felv. (Bemutatója a Vígszínházban, 1914. április 4.)
- Szepi, a főcserkész. Komor Gyula, Stephanides Károly. (Bemutatója a Vígszínházban, 1914. december 19.)[11]

Egyéb színpadi művei: 
- Flórika szerelme. Moldován Gergely színműve. Kolozsvár, 1898. (1899-ben a Népszínházban is színre került.)
- Szőke Katalin. (Richard Voss(wd): Die blonde Kathrein. Ein Märchenspiel nach Andersen in drei Teilen um 1895. Die zur Handlung gehörige Musik ist von Georg Pittrich(wd).) Fordította: Makai Emil, zenéjét átdolgozta Stephanides Károly. (Bemutatója: Kolozsvár, 1900. január 5.)[12]
- Bűnhődés. (Eredeti népszínmű 3 felvonásban, dalokkal. Írta: Sebesi Samu. Zenéjét szerzette: Stephanides Károly. Rendező: Szentgyörgyi István. (Bemutatója: Kolozsvár, 1900. február 1.)[13]
- A szerelem óvodája. Életkép énekkel 3 felvonás. Szövegét írták: Faragó Jenő és Hevesi József. Bemutatója a Magyar Színházban, 1900. június 7.)
- Flórika szerelme. Népszínmű 4 felvonásban, énekkel és tánccal. Írta: Moldován Gergely. Zenéjét összeállította: Stephanides Károly. (Bemutatója: Kolozsvár, 1900. március 2.)[14]
- A bakter. Egyfelvonásos operett, Kolozsvár, 1904. május 12.
- Sztrájkol a gólya. Énekes vígjáték 3 felvonásban. Írta: Kottow, átdolgozta Heltai Jenő; Stephanides Károly zenéjével. (Bemutatója a Vígszínházban, 1913. május 3.)
- A kislány. írta: Harsányi Zsolt és Szomory Emil, operett 3 felvonásban. (Bemutatója a Revüszínházban, 1920. március 26.)
- Mátyás szerelme. Történelmi dalos játék. Szövegét írta: Géczy István. Bemutatója a Várszínházban, 1921. október 31, továbbá színre került a Szegedi Színházban, 1931. január 28.) Ez volt az első vidéki színielőadás, amelyet a budapesti Rádió Stúdió közvetített.

### Filmzene
- Sárga csikó (1913)
- Márciusi mese (1934, Martonffy Zoltánnal és Pán Györggyel)
- Az utólag hangosított „Csak egy kislány van a világon” című produkció (1929) zenéjét is ő szerezte.